# Giacomo Vaghi
Giacomo Vaghi (Como, 21 novembre 1901 – Roma, 29 aprile 1978) è stato un basso italiano.

## Biografia
Studiò a Milano e debuttò nel 1925 al Teatro San Carlo di Napoli in Manon.
Dopo essere apparso più volte a Bologna, nel 1928 approdò al Teatro dell'Opera di Roma, di cui rappresentò per circa un decennio il basso di riferimento in un ampio repertorio, comprendente, oltre ai più importanti titoli verdiani, le prime assolute de Lo straniero di Ildebrando Pizzetti, La vedova scaltra di Ermanno Wolf Ferrari, Cecilia di Licinio Refice e Cyrano de Bergeracdi Franco Alfano. Ebbe modo di esibirsi anche alla Scala, Firenze, Arena di Verona, La Fenice di Venezia.
Svolse anche una rilevante carriera internazionale, apparendo a Buenos Aires dal 1937 al 41 e al Metropolitan nel 1946 e 47 (Colline, Alvise, Sparafucile). Condusse a livello elevato anche gli ultimi anni di carriera ancora con presenze nei primi anni cinquanta a Firenze, Roma e alla Royal Opera House di Londra, dove nel 1952 partecipò a una storica edizione di Norma con protagonista Maria Callas. Concluse l'attività nel 1956.
Oltre ai principali ruoli del repertorio dell'Ottocento italiano (Don Basilio, Conte Rodolfo, Baldassarre, Filippo II, Fiesco, Silva, Padre Guardiano ecc.) affrontò anche Wagner (I maestri cantori di Norimberga, Tristano e Isotta, Tannhäuser), il ruolo principale in Boris Godunov e titoli all'epoca più desueti, quali Lucrezia Borgia, Chovanščina, Il Guarany, Fidelio.

## Repertorio
| Ruolo                   | Titolo                          | Autore           |
| ----------------------- | ------------------------------- | ---------------- |
| Carbon                  | Cyrano de Bergerac              | Alfano           |
| Don Fernando            | Fidelio                         | Beethoven        |
| Conte Rodolfo           | La sonnambula                   | Bellini          |
| Oroveso                 | Norma                           | Bellini          |
| Nikalantha              | Lakmé                           | Delibes          |
| Alfonso d'Este          | Lucrezia Borgia                 | Donizetti        |
| Raimondo                | Lucia di Lammermoor             | Donizetti        |
| Baldassarre             | La favorita                     | Donizetti        |
| Mathieu                 | Andrea Chénier                  | Giordano         |
| Il mugnaio              | Il re                           | Giordano         |
| Don Antonio de Mariz    | Il Guarany                      | Gomes            |
| Mefistofele             | Faust                           | Gounod           |
| Il Cieco                | Iris                            | Mascagni         |
| Basilio                 | Nerone                          | Mascagni         |
| Conte Des Grieux        | Manon                           | Massenet         |
| Il Grande Inquisitore   | L'africana                      | Meyerbeer        |
| Boris Godunov Pimenn    | Boris Godunov                   | Musorgskij       |
| Ivan Chovanskij         | Chovanščina                     | Musorgskij       |
| Il cieco Kinnèreth      | Debora e Jaele                  | Pizzetti         |
| Il re patriarca Hanoch  | Lo straniero                    | Pizzetti         |
| Il vecchio Antonio      | Fra Gherardo                    | Pizzetti         |
| Marco Orseolo           | Orseolo                         | Pizzetti         |
| Alvise Badoero          | La Gioconda                     | Ponchielli       |
| Colline                 | La bohème                       | Puccini          |
| Simone                  | Gianni Schicchi                 | Puccini          |
| Timur                   | Turandot                        | Puccini          |
| Il vescovo Urbano       | Cecilia                         | Refice           |
| Il curato               | La campana sommersa             | Respighi         |
| Il variago              | Sadko                           | Rimskij-Korsakov |
| Don Basilio             | Il barbiere di Siviglia         | Rossini          |
| Gualtiero Fürst         | Guglielmo Tell                  | Rossini          |
| Antigono                | Olimpia                         | Spontini         |
| Lotario                 | Mignon                          | Thomas           |
| Pagano                  | I Lombardi alla prima crociata  | Verdi            |
| Don Ruy Gomez de Silva  | Ernani                          | Verdi            |
| Banco                   | Macbeth                         | Verdi            |
| Conte Walter            | Luisa Miller                    | Verdi            |
| Sparafucile             | Rigoletto                       | Verdi            |
| Ferrando                | Il trovatore                    | Verdi            |
| Jacopo Fiesco           | Simon Boccanegra                | Verdi            |
| Samuel                  | Un ballo in maschera            | Verdi            |
| Padre guardiano         | La forza del destino            | Verdi            |
| Filippo II              | Don Carlo                       | Verdi            |
| Ramfis                  | Aida                            | Verdi            |
| Hermann                 | Tannhäuser                      | Wagner           |
| Enrico l'Uccellatore    | Lohengrin                       | Wagner           |
| Veit Pogner             | I maestri cantori di Norimberga | Wagner           |
| Re Marke                | Tristano e Isotta               | Wagner           |
| Don Alvaro di Castiglia | La vedova scaltra               | Wolf-Ferrari     |
| Garcia/Sereno           | Conchita                        | Zandonai         |
| Sintram                 | I cavalieri di Ekebù            | Zandonai         |

## Discografia
- La bohème, con Bidu Sayão, Ferruccio Tagliavini, John Brownlee, Ghita Taghi, dir. Antonio Guarnieri - dal vivo Rio de Janeiro 1946; ed. Lyric Distribution
- La Gioconda, con Zinka Milanov, Richard Tucker, Leonard Warren, Risë Stevens, dir. Emil Cooper - dal vivo Metropolitan 1946; ed. Myto
- Il trovatore, con Jussi Björling, Stella Roman, Leonard Warren, Margaret Harshaw, dir. Emil Cooper - dal vivo Metropolitan 1947; ed. WHR/Myto
- Rigoletto, con Leonard Warren, Hjordis Schymberg, Jan Peerce, dir. Cesar Sodero - dal vivo Metropolitan 1947; ed. Bensar
- Ernani, con Gino Penno, Caterina Mancini, Giuseppe Taddei, dir. Fernando Previtali - daL vivo RAI-Roma 1950; ed. Cetra
- Luisa Miller (Conte Walter), con Lucy Kelston, Giacomo Lauri Volpi, Scipio Colombo, Mitì Truccato Pace, dir. Mario Rossi; ed. Cetra 1951
- Norma, con Maria Callas, Ebe Stignani, Mirto Picchi, Joan Sutherland, dir. Vittorio Gui - dal vivo Londra 1952; ed. Legato Classics/EMI